# Сухунгмунг
Сухунгмунг (асам.: স্বৰ্গদেউ চুহুংমুং) — один з найвидатніших Ахомських царів.

## Правління
Період правління Сухунгмунга став переломним в історії Ассаму. Держава відійшла від ранньої форми державної організації та стала багатонаціональним царством. Ахомське царство значно розширило свої межі за рахунок сусідніх Сутії та Качарі. Окрім того, Сухунгмунг зумів захистити свої володіння від перших мусульманських навал під проводом Турбак-хана.
Він був першим ахомським правителем, який узяв індійський титул, сварганараяна, що вказує на багатонаціональну політику правителя. Всі наступні правителі Ахому були його нащадками.